# Lupinus croceus
Lupinus croceus är en ärtväxtart som beskrevs av Alice Eastwood. Lupinus croceus ingår i släktet lupiner, och familjen ärtväxter.

## Underarter
Arten delas in i följande underarter:
- L. c. croceus
- L. c. pilosellus